# コスト・リーダーシップ戦略
コスト・リーダーシップ戦略（コスト・リーダーシップせんりゃく）とはマイケル・ポーターによって提唱された競争戦略のうちの一つで、企業が経営を行っていくうえで、コストを下げたり価格が安いことを利点として顧客を集めることで競合他社よりも優位を目指そうとすることである。
これを実現するための方法としては、製造業ならば生産量を増加させるという戦略が存在しており、このことで製品一個あたりの費用を削減できるとともに、仕事を通じて多くの経験を積めるようになるということから労働力や工程の効率化も期待できるというわけである。コストの削減を実現できたならば、競合他社よりも値段が安いことを理由として多くの顧客を集められるようになる。また安い値段ではなく競合他社と同じ価格で販売する場合でも、製品を一個売り上げた場合での利益が大きくなっていることからも企業の業績が向上するというわけである。